# پائولو ماگرتی
پائولو ماگرتی (ایتالیایی: Paolo Magretti; ۱۵ دسامبر ۱۸۵۴ – ۲۸ ژوئن ۱۹۱۳) دوچرخه‌سوار، و حشره‌شناس اهل پادشاهی ایتالیا بود.